# Mariano Gómez-Zamalloa y Quirce
Mariano Gómez-Zamalloa y Quirce (La Coruña, 26 de marzo de 1897-Madrid, 4 de septiembre de 1973) fue un militar español que llegó a ser Teniente General. Tuvo una participación relevante en la Guerra civil, destacando durante la batalla del Jarama. Años después también tomaría parte en la Segunda Guerra Mundial —integrado en la división «Azul»— y en la Guerra de Ifni.

## Biografía
Nacido en La Coruña el 26 de marzo de 1897, ingresó en la Academia de Infantería de Toledo en 1909, a la edad de quince años. Tras salir de la Academia siendo 2.º teniente es destinado al Regimiento de Infantería Aragón n.º 21, con posterioridad participaría en la guerra del Rif como oficial de regulares.

### Guerra civil
Al comienzo de la Guerra civil ostentaba el rango de capitán y estaba adscrito al Grupo de Regulares n.º 3 de Ceuta. Se unió a la sublevación militar y al frente de una unidad de Regulares cruzó el estrecho de Gibraltar a bordo del destructor Churruca, desembarcando en Cádiz y asegurando el control de la ciudad. Posteriormente se trasladó a Jerez de la Frontera, donde se puso al frente de varias columnas compuestas por derechistas y terratenientes con las que participó en varias operaciones militares en las provincias de Cádiz y Sevilla, capturando las poblaciones de Arcos de la Frontera y Olvera. Más adelante su unidad también participó en el avance hacia Madrid, atravesando Extremadura y el Valle del Tajo. Durante los duros combates sostenidos con el Ejército republicano por el control de la capital, Gómez-Zamalloa luchó en la Casa de Campo, Carabanchel o Ciempozuelos.
Durante la Batalla del Jarama destacaría con su unidad en la defensa del «Pingarrón», una posición elevada que acabaría teniendo una gran valor estratégico durante la batalla. Durante la defensa de esta posición Gómez-Zamalloa resultaría gravemente herido por fuego enemigo —llegó a recibir dieciséis heridas de guerra y quedó mutilado en un 80% del cuerpo—. Ello le valdría ser conocido como el «héroe del Pingarrón» y ser condecorado en 1940 con la Cruz Laureada de San Fernando. Durante el resto de la contienda no volvió a participar en ninguna acción de guerra.

### Dictadura franquista

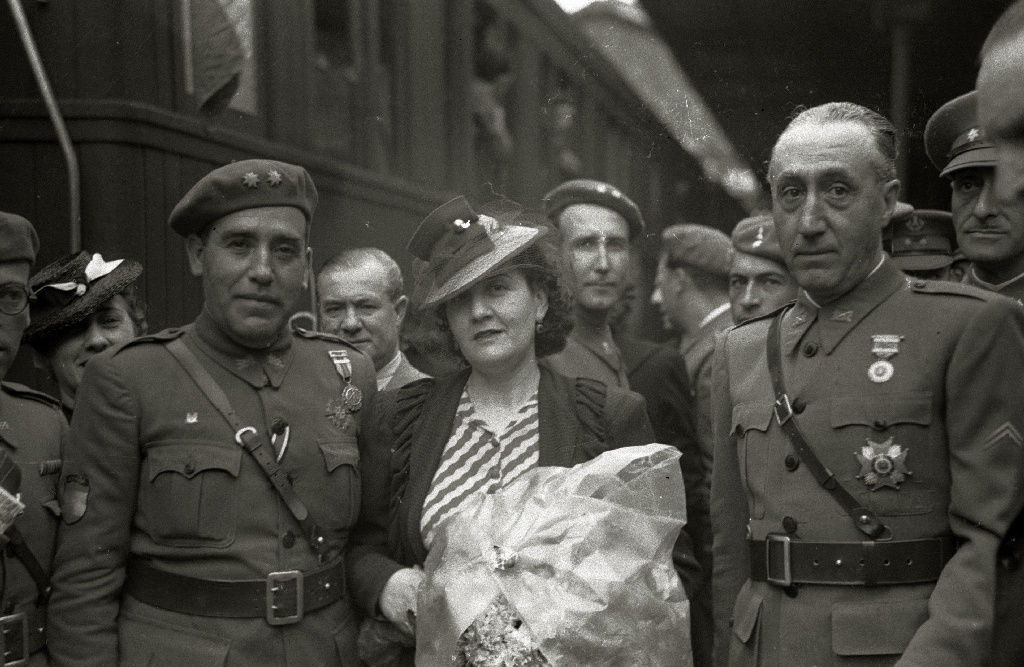
Gómez-Zamalloa (izquierda) a su regreso de Rusia, en San Sebastián (1942).

En 1941, en plena Segunda Guerra Mundial, se unió a la División Azul y combatió en el Frente Oriental integrado en el Ejército alemán. Gómez-Zamalloa, que se distinguió en la División «Azul», llegó a ser el subcomandante de uno de los regimientos de la unidad. Regresó a España en mayo de 1942, pasando a desempeñar el mando de diversas unidades militares. 
En 1952 formó parte de la mesa-presidencia del I Congreso nacional de Excombatientes, celebrado en Madrid. Fue gobernador general del África Occidental Española, entre 1957 y 1958. Durante el período en que estuvo al frente de este territorio tuvo un destacado papel durante la Guerra de Ifni al lograr contener la ofensiva de los guerrilleros marroquíes contra las guarniciones españolas en el Sáhara español y en Ifni. También ejerció como gobernador general de Ifni. A su regreso a la península fue nombrado comandante de la División Acorazada Brunete, con base en Madrid. Llegó a alcanzar el rango de teniente general.
Falleció en Madrid el 4 de septiembre de 1973, a causa de un coma hepático.